# MLC1
MLC1‏ (Megalencephalic leukoencephalopathy with subcortical cysts 1) هوَ بروتين يُشَفر بواسطة جين MLC1 في الإنسان.